# Coupe du monde masculine de volley-ball 1969
Navigation
Coupe du monde 1965 Coupe du monde 1977
La 2e Coupe du monde de volley-ball masculin a eu lieu en Allemagne de l'Est du 13 au 20 septembre 1969.

## Formule de compétition
La Coupe du monde de volley-ball 1969 a regroupé 12 équipes. Elle se compose des champions de 5 continents (Amérique du Nord, Amérique du Sud, Europe, Afrique, Asie), de 2 vice-champions, du pays organisateur et de quatre équipes invitées.

## Équipes présentes
- Allemagne de l'Est : organisateur
- Tunisie : champion d'Afrique
- Brésil : champion d'Amérique du Sud
- URSS : champion d'Europe
- Cuba : champion d'Amérique du Nord
- Japon : champion d'Asie
- Tchécoslovaquie : vice-champion d'Europe
- Roumanie :
- Pologne
- Allemagne de l'Ouest
- Bulgarie
- RDA junior (remplace la Corée du Nord)

## Tableau final
| Place              | Équipe               |
| ------------------ | -------------------- |
| Médaille d'or      | Allemagne de l'Est   |
| Médaille d'argent  | Japon                |
| Médaille de bronze | URSS                 |
| 4                  | Bulgarie             |
| 5                  | Tchécoslovaquie      |
| 6                  | Brésil               |
| 7                  | Roumanie             |
| 8                  | Pologne              |
| 9                  | Cuba                 |
| 10                 | Allemagne de l'Ouest |
| 11                 | Tunisie              |
| 12                 | RDA junior           |